# Parainfluenza
 (juillet 2019).
Si vous disposez d'ouvrages ou d'articles de référence ou si vous connaissez des sites web de qualité traitant du thème abordé ici, merci de compléter l'article en donnant les références utiles à sa vérifiabilité et en les liant à la section « Notes et références ».
— non classé —
Genres de rang inférieur
- Paramyxovirus, parainfluenza 
type 1 & 3 (HPIV-1, -3)
- Rubulavirus, parainfluenza 
type 2 & 4 (HPIV-2, -4)

Au sein de la famille des Paramyxoviridae, les virus parainfluenza (HPIV pour Human parainfluenza virus) sont des virus à ARN compris dans deux genres de la sous-famille des Paramyxovirinae :
- les Respirovirus pour les virus parainfluenza de type 1 et 3 (HPIV-1, -3)
- les Rubulavirus pour les virus parainfluenza de type 2 et 4 (HPIV-2, -4).

## Structure du virus
Les HPIV sont des virus enveloppés. Leur génome est d'une taille d'environ 15 kilobases, constitué d'ARN simple brin de polarité négative. Le génome code six protéines principales.
- Les gènes NP, P et L codent respectivement la nucléoprotéine, la phosphoprotéine et la polymérase (L pour large polymerase complex). Ces trois protéines forment avec l'ARN viral la nucléocapside (ou holonucléocapside). La nucléoprotéine forme avec l'ARN un support pour la phosphoprotéine et la polymérase, permettant la transcription et éventuellement la réplication du génome.

- Les gènes F et HN codent respectivement la protéine de fusion F et l'hémagglutinine-neuraminidase HN, qui sont les deux protéines d'enveloppe du virus et qui participent au mécanisme d'entrée du virus dans la cellule hôte (ou cellule cible...)
  - La protéine HN est responsable de l'attachement du virus à la cellule, en se liant aux acides sialiques cellulaires. Une fois le virus attaché, la protéine de fusion est activée, insère un de ces domaines dans la membrane cellulaire et s'ensuivent des mécanismes rapprochant les deux membranes et les fusionnant…

- Le gène M code la protéine de la matrice qui aurait pour rôle d'interagir entre les protéines d'enveloppe et la nucléocapside.

## D'un point de vue médical
Les infections à virus parainfluenza sont assez peu connues du grand public, elles constituent cependant, avec le virus respiratoire syncytial (RSV), une des causes principales d'hospitalisation des nourrissons. Ces infections peuvent également avoir des conséquences graves chez les personnes âgées et les patients immuno-déprimés. Les répercussions économiques dues à ces virus commencent seulement à être mesurées.
Les infections dues à ces virus sont diverses mais touchent toutes le tractus respiratoire. Les laryngotrachéites, trachéites sont les infections les plus décrites. Des cas graves de bronchiolites et de pneumonies peuvent également exister.
Aucun traitement efficace n'existe, la ribavirine, un analogue de nucléoside, est parfois utilisée sous forme d'aérosols, mais ne semble pas efficace. Il n'existe pas de vaccin. Des essais sont en cours faisant appel aux techniques actuelles de génétique inverse.